# Zyzzyzus spongicolus
Zyzzyzus spongicolus är en nässeldjursart som först beskrevs av von Lendenfeld 1884.  Zyzzyzus spongicolus ingår i släktet Zyzzyzus och familjen Tubulariidae. Inga underarter finns listade i Catalogue of Life.